# Notaden
A Notaden a kétéltűek osztályának békák (Anura) rendjébe és a mocsárjáróbéka-félék (Limnodynastidae) családjába tartozó nem. 

## Elterjedése
A nembe tartozó fajok Ausztráliában honosak.

## Rendszerezés
A nembe az alábbi fajok tartoznak:
- Notaden bennettii Günther, 1873
- Notaden melanoscaphus Hosmer, 1962
- Notaden nichollsi Parker, 1940
- Notaden weigeli Shea & Johnston, 1988